# Umfraville

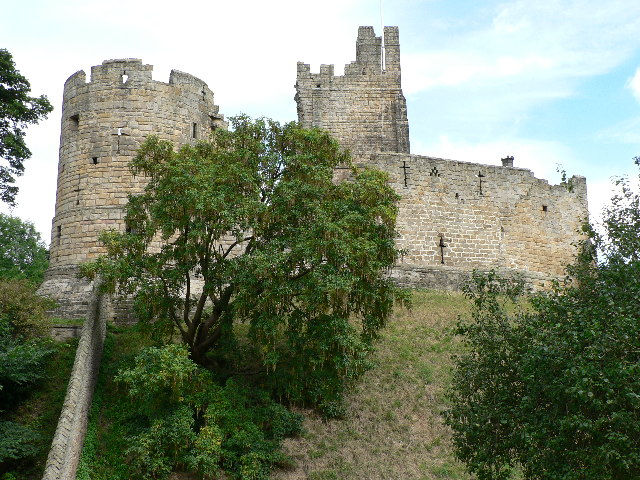
Ruines du château de Prudhoe (Northumberland, Angleterre).

La famille Umfraville est une famille de la noblesse anglaise originaire du duché de Normandie. Elle détenait dans le nord de l'Angleterre les seigneuries stratégiques de Prudhoe et de Redesdale (en), dans le comté de Northumberland. Au XIIIe siècle, la famille s'implante dans le royaume d'Écosse. 

## Origine
Le premier membre connu avec certitude est un certain Robert de Umfraville, qui vécut sous le règne du roi Henri Beauclerc (1100–1135). Robert de Umfraville est peut-être lié à son homonyme qui suivit Guillaume le Conquérant en Angleterre. Le nom de la famille tire son origine d’un Amfreville, nom de plusieurs villages de Normandie, dont notamment Amfreville-la-Mi-Voie (Seine-Maritime, Onfreville 1217; Offravilla 1282; Onfreville 1291; Onffreville 1319; Onfrevilla 1337; Onffreville-la-mi-voie 1395; Saint Rémy d'Unfreville la mivoie 1466) ou Amfreville (Calvados, Unfarvilla 1277; Onfreville 1371). Une autre hypothèse fait état d'Offranville (Ulfranvilla 1087-88; Apud Wlfranvillam vers 1130; Ulfranvilla avant 1164; W. de Hunffranvilla avant 1164; Apud Unfranvillam 1155; Wulfranvilla 1177; Apud Unfranvillam 1178; Wlfranvilla 1202; Apud Vulfranvillam 1188-89; O. de Umfranvile [var. Unfrenivile et Unfrenvile]; O. de Humfravile fin XIIe siècle), un village normand situé près de Dieppe.

## Principaux membres
- Gilbert de Umfraville (mort vers 1307), comte d'Angus, en Écosse ;
- Ingram de Umfraville (mort vers 1320), Gardien de l'Écosse, participe à la bataille de Bannockburn (1314) ;
- Robert de Umfraville (mort en 1325), comte d'Angus, participe à la bataille de Bannockburn ;
- Robert de Umfraville (mort en 1437), chevalier anglais ; mort sans descendance, c'est un cousin éloigné, William Tailboys (en), qui hérite de ses biens.